# シルバニヤス島
シルバニヤス島 (アラビア語: صير بني ياس、英語: Sir Bani Yas Island) は、アラブ首長国連邦西部のペルシア湾内に位置する島である。首都のアブダビから170 km (110 mi)南西の地にあり、9 km (5.6 mi)の沖合に浮かんでいる。南北は17.5 km (10.9 mi)で東西は9 km (5.6 mi)であり、同国最大の自然島となっている。
アブダビの西側の海辺に位置しているため、この島はアラビアの最大の自然保護区となっている。87 km2 (34 sq mi)に及ぶ保護区は1977年にザーイド・ビン＝スルターン・アール＝ナヒヤーンによって作られた。数十年に及ぶ保護活動と環境投資によって、今や数千の野生動物や数十万本の植物が生きる地となっている。サファリやカヤック、マウンテンバイク、アーチェリー、登山、シュノーケル等のアクティビティを通じてバードサンクチュアリもこの島の自然を展示している一つとなっている。

## 歴史
シルバニヤスの名はアブダビに初めて入植した民族であるバニヤス族に由来する。この島は自然によって数千年前に作られた岩塩ドームの頂上となっている。
初めての入植者は数千年前にこの島に来ている。36の史蹟が島内にあり、それぞれが島の歴史に対して異なる見地を与えている。古いうちのひとつであるネストリウス派の修道院は紀元前600年にまで遡る事が出来る。これらの史蹟はその活用法が決まる時まで厳重に覆われて保管されている。
シルバニヤス島がヨーロッパの文学に初めて登場するのは1590年前後で、ヴェネツィア共和国の宝石商のGasparo Balbiが真珠がしばしば見つかる島のあたりにあるSirbeniast島として記した事に始まる。1820年代から1850年代にはペルシア湾南部を調査していたイギリス海軍の将校の記録に詳細が記されている。
1971年、ザーイド・ビン＝スルターン・アール＝ナヒヤーンがアラブ首長国連邦の初代大統領になるとこの島は静養所となった。1977年、彼は島内での狩猟を禁じる法を通過させ、緑化計画の中で野生生物保護地区として整備し始めた。この計画は沙漠を人間生活に適する地にし、アラビアの絶滅危惧種の存続をさせる為の計画である。数十万本の木が植樹され、ガゼル、アラビアオリックス、リャマ、レア、キリン、ダチョウ等の多数の動物種が島に放たれた。自然保護区を制定すると彼はその結果を世界中に公開したく思ったため、週末には観光客に開放されるようになった。これらのツアーはすぐに有名となり、一年以上の予約となる事もしばしばである。
2007年にはアブダビ政府が無人諸島を制定した。これはシルバニヤス島や隣接するダルマ島と六つの小島を一つの目的地とする物である。シルバニヤス島とダルマ島は観光客の訪れることの出来る島になっているが、その他の六つに関しては現在公開されていない。

## 自然

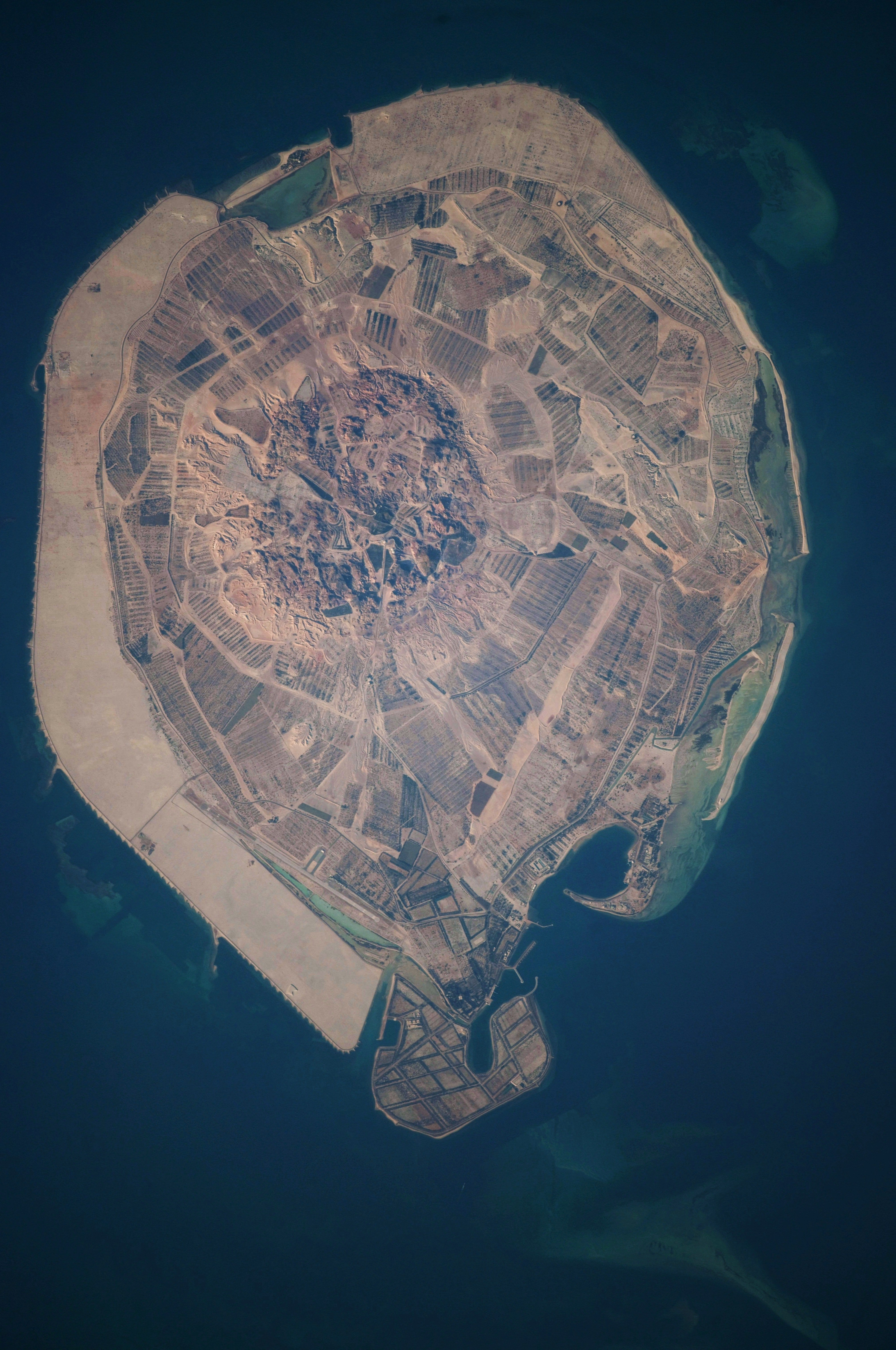
シルバニヤス島の航空写真

シルバニヤス島はアラビアオリックス、ガゼル、シカ、キリン、イルカ、ウミガメ等の棲息地となっている。島で見られる100以上の野生鳥類が地域の固有種である。さらに絶滅危惧種のアラビアオリックスの世界有数の棲息地である他、さまざまなレイヨウを含む30種程度の哺乳類が見られる。レイヨウの一種であるアラビアオリックスは野生としては一旦滅びたものの、この島は400以上の固体が野生として生活している。
この島の半分を占めるアラビア野生公園では野生生物が自由に放浪している。そこにはアラビア半島の固有種である13000もの動物、例えばアラビアオリックス、サンドガゼル、マウンテンガゼル、チーター、ハイエナ、が棲息している。
研究や保全が現在の公園の関心の中心になっている他方で、観光客にも様々なアクティビティが提供されるようになっている。その中にはゲームドライブや遊歩道、マウンテンバイク等が含まれている。

### 保全活動
この公園の現在の活動は現在も実施されている。その多くはこの地域を訪れる観光客が見る事の出来るものとなっている。特に目立つのは下記のとおりである（2009年現在）。
- ブラックバックやエミュー、オリックス、イランド等の非固有種の再配置
- 生育や保護活動についてのより深い情報を観光客に提供出来るようにする為のガイドのスキルアップ
- 生育活動の監視および国際自然保護連合における絶滅危惧種の生育活動への参加
- 再緑化：新たな水場や草原の造成
- 道路の閉鎖やかつての緑化に用いられた古い灌漑パイプの除去などの公園での人間の干渉の除去
- 32キロメートル (20 mi)に及ぶ境界のフェンス設営（完成済）および古いフェンスと看板の撤去

シルバニヤス島は国際自然保護連合が絶滅寸前あるいは危急種に指定しているウミガメやサンドガゼル、ウリアル、バーバリーシープ、アラビアンオリックス等の棲息地となっている。したがって、これらの種を未来に存続させる上で大きな役割をこの島は果たしている。今までで、1万以上の動物をこの島から元来の棲息地である大陸に返している。アブダビ環境省と連携してこの計画は実行されている。

## アクティビティ
無人諸島の中心部にあって、この島は自然を基礎にした幅広いアクティビティが体験できる。ゲームドライブを体験することも出来、またカヤックでのマングローブやリゾート沿いの湾岸でのシュノーケルではアラビアの独特な固有種を見る事が出来る。

## サービス
Anantara Hotels, Resorts & Spasによって6つのロッジを含む64室がこの島に設置されている。3つのレストラン、スパ、健康クラブ、キッズクラブ、ビジネス設備等が設置されている。

TDIC（Tourism Development and Investment Company）は2014年5月に新たなホテルを賃貸で島内で行う事を発表した。

## 持続性
シルバニヤス島はこの島の自然環境と生態系への専念に対する尊敬の下に発展してきた。この島は地域初の風力発電が行われ、これは850キロワットのキャパシティがある。現在ではナショナル・グリッドによる循環的供給とともに島の施設に電力が供給されている。太陽光発電による電力生産も計画されている。
アブダビに基盤を置く、マスダールは風力発電能力を30メガワットに引き上げる計画を宣言している。

## 歴史的重要性
この島には複数の重要な史蹟が存在しており、石器時代後期の物やイスラム初期の構造物も存在している。また、イスラム以前のキリスト教遺跡も見つかっている。7世紀のキリスト教会は2010年の半ばに一般に公開された。これは1992年に発見され、Joseph Elders博士率いるチームによる考古学的研究の中心となっている。彼はこの教会をネストリウス派の750年前後からの物であると結論付けた。ただ、シリアのミカエルによると、これはシリア正教会の一教区であるとされる。